# Never, Neverland
Never, Neverland – drugi album studyjny kanadyjskiej grupy muzycznej Annihilator. Wydawnictwo ukazało się 12 września 1990 roku nakładem wytwórni muzycznej Roadrunner Records.
W ramach promocji do utworu "Stonewall" został zrealizowany teledysk.

## Lista utworów
Opracowano na podstawie materiału źródłowego.
1. "The Fun Palace" (muz. i sł. C. Pharr, J. Waters) - 05:51
2. "Road to Ruin" (muz. i sł. J. Waters) - 03:42
3. "Sixes and Sevens" (muz. i sł. J. Waters) - 05:20
4. "Stonewall" (muz. i sł. J. Waters) - 04:50
5. "Never Neverland" (muz. i sł. C. Pharr, J. Waters) - 05:29
6. "Imperiled Eyes" (muz. i sł. J. Waters, J. Weil) - 05:27
7. "Kraf Dinner" (muz. i sł. J. Waters) - 02:41
8. "Phantasmagoria" (muz. i sł. J. Waters) - 03:59
9. "Reduced to Ash" (muz. i sł. J. Bates, J. Waters) - 03:09
10. "I Am in Command" (muz. i sł. J. Bates, J. Waters, J. Weil) - 03:34

## Twórcy
Opracowano na podstawie materiału źródłowego.
| - Coburn Pharr – wokal prowadzący - Jeff Waters – gitara prowadząca, gitara rytmiczna, produkcja muzyczna - Dave Scott Davis – gitara prowadząca, gitara rytmiczna - Wayne Darley – gitara basowa - Ray Hartmann – perkusja - Steve "Rock" Royea – inżynieria dźwięku - Monte Conner – producent wykonawczy |  | - George Marino – mastering - Glen Robinson – inżynieria dźwięku, miksowanie, produkcja muzyczna - Nick Gilman – oprawa graficzna - Brad Hamilton – dizajn - Len Rooney Creative – okładka, logo, koncepcja - Victor Dezso – zdjęcia - Mark Van Der Wielen – zdjęcia |

## Wydania
| Rok  | Nr katalogowy | Format      | Wytwórnia          | Region   | Źródło |
| ---- | ------------- | ----------- | ------------------ | -------- | ------ |
| 1990 | RR 9374-1     | LP          | Roadrunner Records | Holandia | [ 4 ]  |
| 1990 | RR 9374-2     | CD, Album   | Roadrunner Records | Holandia | [ 4 ]  |
| 1990 | RR 9374-4     | Cass, Album | Roadrunner Records | Holandia | [ 4 ]  |

## Listy sprzedaży
| Lista      | Kraj     | Pozycja |
| ---------- | -------- | ------- |
| MegaCharts | Holandia | 63      |